# 瑞列讷
瑞列讷（法語：Julienne，法語發音：[ʒyljɛn]）是法国夏朗德省的一个市镇，属于干邑区。

## 地理
瑞列讷（45°41'46"N, 0°13'51"W）面积6.3 平方千米，位于法国新阿基坦大区夏朗德省，该省份为法国西部内陆省份，北起德塞夫勒省和维埃纳省，东临上维埃纳省，东南至多尔多涅省，南至多爾多涅省，西接滨海夏朗德省。
与瑞列讷接壤的市镇（或旧市镇、城区）包括：夏朗德堡、沙索尔、雅纳克、内尔西亚克、圣布里斯。

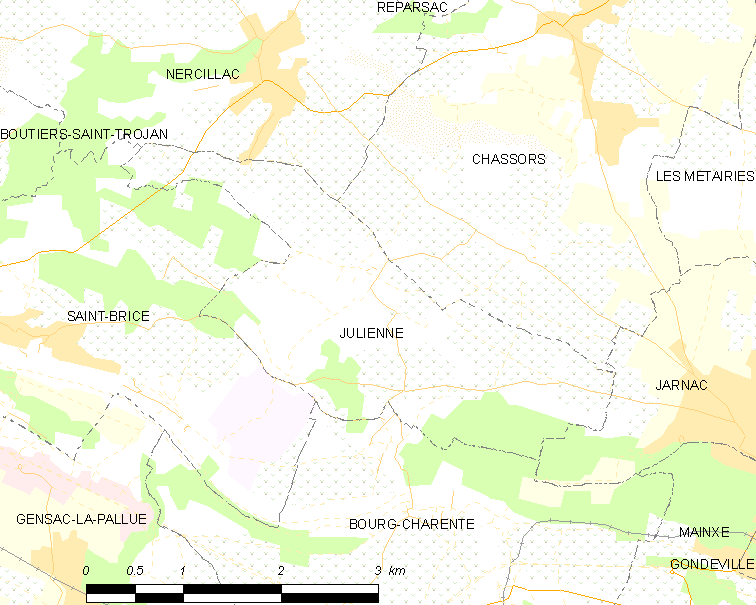
瑞列讷的OSM定位图

瑞列讷的时区为UTC+01:00、UTC+02:00（夏令时）。

## 行政
瑞列讷的邮政编码为16200，INSEE市镇编码为16174。

## 政治
瑞列讷所属的省级选区为雅纳克县。

## 人口

1962-2008年间瑞列讷人口变化图示

瑞列讷于2022年1月1日时的人口数量为540人。